# آلفردو رامپی
آلفردو رامپی با اسم مستعار آلفردینو (ایتالیایی: Alfredo Rampi؛ ۱۱ آوریل ۱۹۷۵ – ۱۳ ژوئن ۱۹۸۱) یک کودک ایتالیایی بود که در روز چهارشنبه ۱۰ ژوئن ۱۹۸۱ در چاهی در ورمیچینو، روستایی در نزدیکی فراسکاتی، افتاد و درگذشت.

## واقعه
در حدود ساعت ۷ بعدازظهر آن روز آلفردو به چاه آبی افتاد که بسیار عمیق و باریک بود (با پهنای ۳۰ سانتیمتر و ۸۰ متر عمق). موقعیت او، هنگام رسیدن نخستین امدادرسانان حدود ۳۶ متر پایین‌تر از سطح زمین تخمین زده شده بود. برای رسیدن به او یک شفت موازی در کنار چاه ساخته شد. متأسفانه حفاری باعث شد او حدوداً به ۳۰ متر پایین‌تر فرو برود.
این حادثه باعث پوشش بی سابقهٔ رسانه‌ای شد و تلویزیون به مدت ۱۸ ساعت بی‌وقفه آن را به‌طور زنده پخش کرد. رای، تلویزیون دولتی ایتالیا، به رکورد ۲۱ میلیون مخاطب در زمان اوج خود رسید. رییس جمهور وقت ایتالیا از صحنه بازدید کرد.
پس از ساعت‌ها، صدای آلفردو که از طریق یک میکروفون رله می‌شد ضعیف و ضعیف تر شد و تا این که در حدود ساعت ۶:۳۰ ۱۳ ژوئن تصور شد که مرده است. جسد او ۲۸ روز بعد یافت شد.